# Cerco de Port Arthur

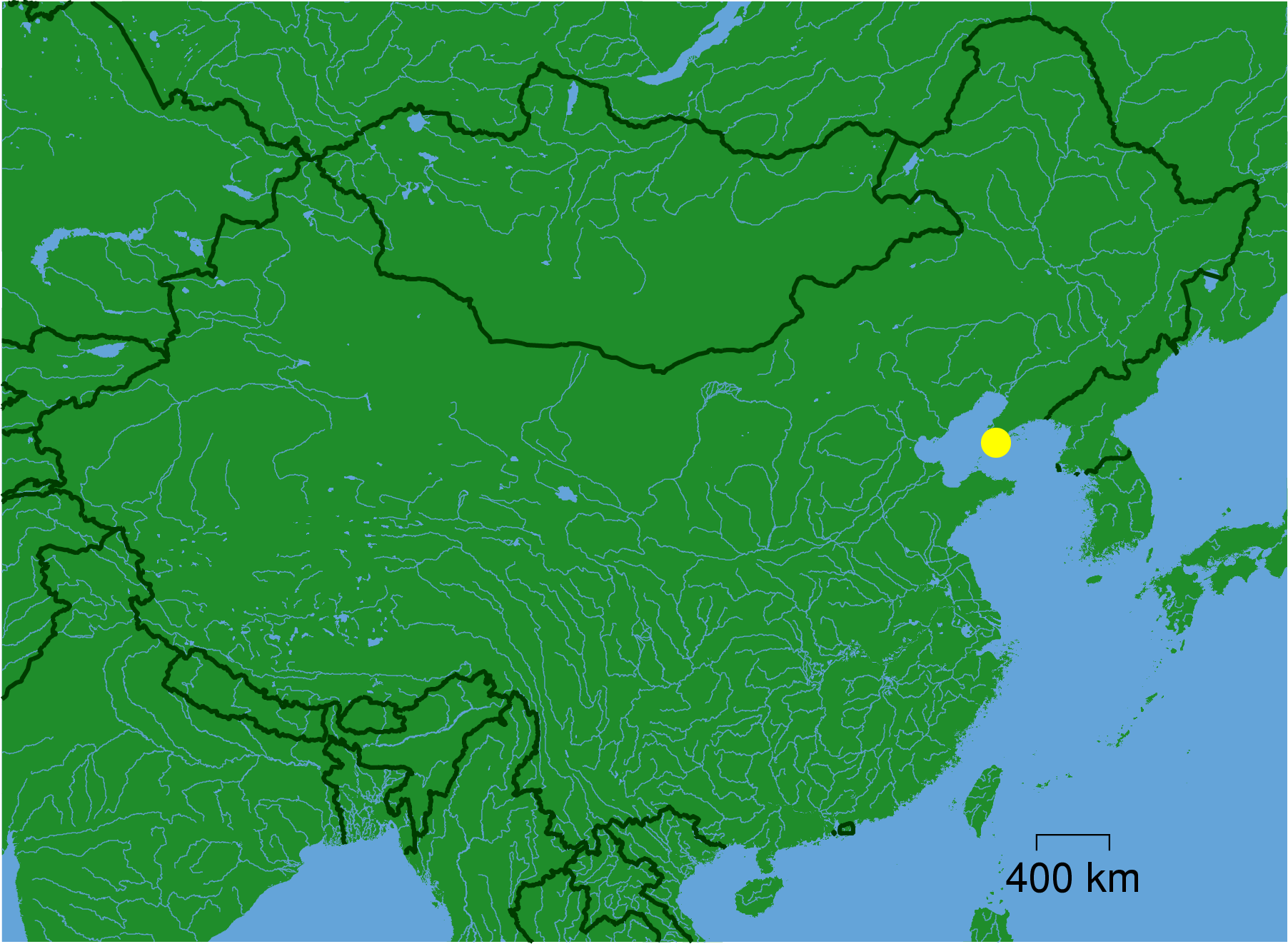
Localização de Port Arthur, China

O Cerco de Port Arthur (em japonês: 旅順攻囲戦, Ryojun Kōisen; em russo: Оборона Порт-Артура, Oborona Port-Artura, 1 de agosto de 1904 - 2 de janeiro de 1905) foi a mais longa e violenta batalha terrestre da Guerra Russo-Japonesa. Terminou com a conquista da base naval russa de Port Arthur (hoje Lüshunkou) e a captura ou destruição dos navios da Frota Russa do Pacífico nela ancorada.
Port Arthur era amplamente considerada umas dos locais mais fortificados do mundo. Entretanto, durante a Primeira Guerra Sino-Japonesa, o General Nogi Maresuke tomou a cidade das forças da Dinastia Qing em apenas poucos dias. A facilidade de sua vitória no conflito prévio, e o excesso de confiança do Estado Maior Japonês em sua capacidade de superar fortificações russas aprimoradas, resultou em uma campanha muito mais longa e com mais perdas que o esperado.
O Cerco de Port Arthur viu a introdução de muitas tecnologias usadas nas guerras subsequentes do século XX (particularmente a Primeira Guerra Mundial, incluindo obuses de luz de disparo rápido, metralhadoras Maxim, divisões com arame farpado, cercas eletrificadas, holofotes de arco voltaico, sinalização tática de rádio (e, em resposta, o primeiro uso militar de interferência intencionada), granadas de mão, extensa guerra de trincheiras, e o uso de minas navais modificadas como armas terrestre.

## Contexto
As forças russas que responsáveis pelas defesas de Port Arthur sob o comando do Major-General Barão Anatoly Stessel consistiam em quase 50 mil homens (incluindo as tripulações dos navios de guerra no porto). Ele também tinha a opção de remover as armas da frota para reforçar as defesas em terra. A população total de Port Arthur na época era cerca de 87 000, o que significa que uma boa parte da população era de combatentes.
As melhorias russas para as defesas de Port Arthur incluíam layout multi-perímetro com campos de fogo sobrepostos e aproveitando ao máximo o terreno natural. Entretanto, muitos redutos e fortificações ainda não estavam finalizadas, já que recursos consideráveis ou estavam em falta ou tinham sido desviados para melhorar as fortificações em Dalny, mais ao norte da Península de Liaodong.
A defesa do perímetro exterior de Port Arthur consistia de uma linha de colinas, incluindo Hsiaokushan e Takushan próximas do Rio Ta-ho ao leste, e Namakoyama, Akasakayama, Colina 174, Colina 203 e a Colina Falsa ao oeste. Todas essas colinas eram pesadamente fortificadas. O General Stoessel retirou-se para Port Arthur em 30 de julho de 1904. Encarando os russos estava o Terceiro Exército Japonês, com 150 000 homens apoiados por 474 canhões de artilharia, sob o comando do General Barão Nogi Maresuke.

## As batalhas

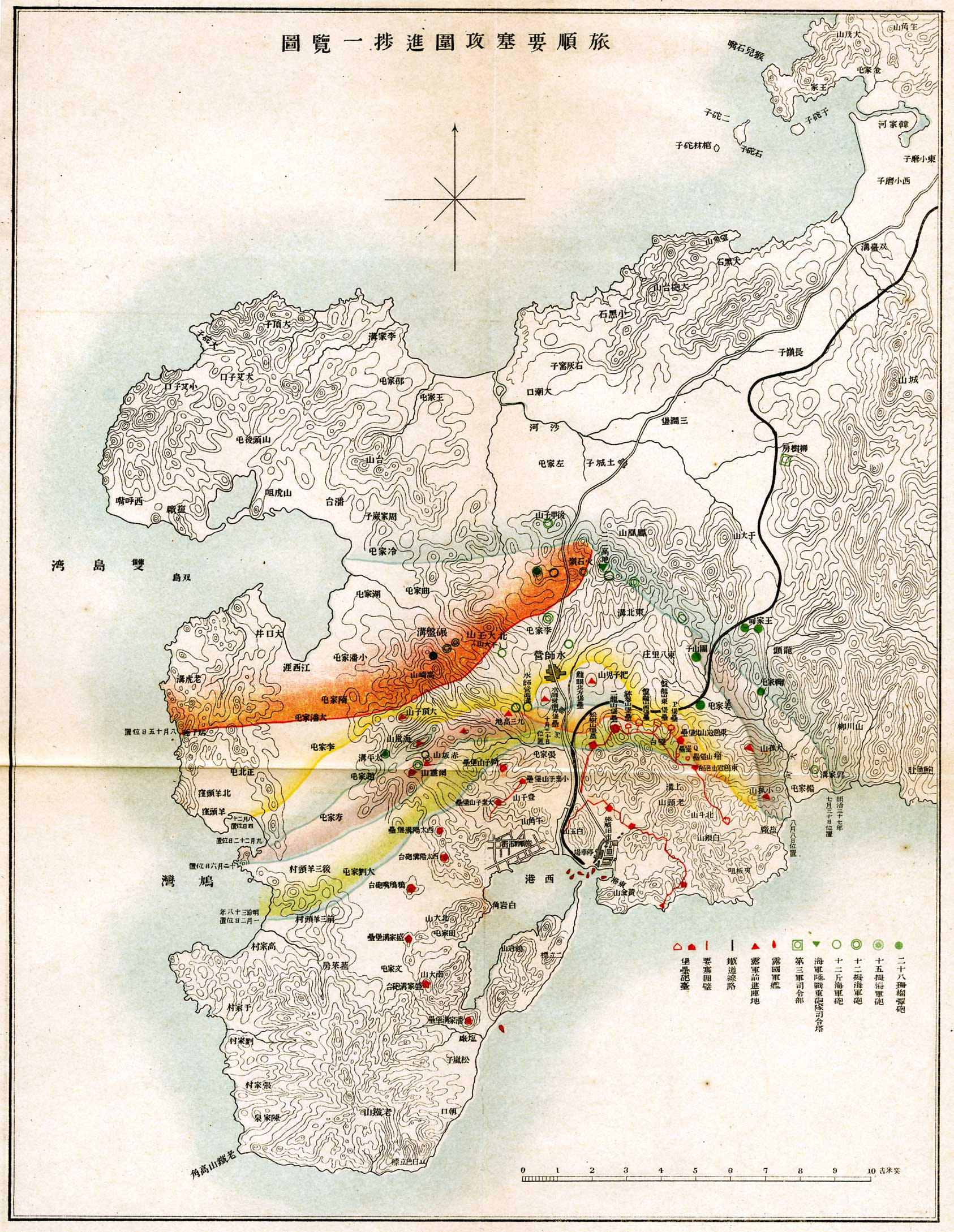
Avanços do 3° Exército Japonês
Linha azul: 30 de julho, Vermelho: 15 de agosto, Amarelo: 20 de agosto, Verde: 2 de janeiro

### Batalha das Colinas Órfãs
O bombardeio de Port Arthur começou em 7 de agosto de 1904 por dois canhões 120mm em terra, e foi levado intermitentemente até 19 de agosto de 1904. A frota japonesa também participou do bombardeio à praia, enquanto que no nordeste o exército preparava para atacar as duas colinas semi-isoladas do perímetro de defesa exterior: a Takushan (Colina Órfã Grande, com 180 m) e a Hsuaokushan (Colina Órfã Pequena). Estas colinas não eram grandemente fortificadas, mas tinham encostas íngremes e davam para o Rio Ta, que tinha sido represado pelos russos para criar um obstáculo mais forte. As colinas proporcionavam uma vista de quase um quilômetro de terreno plano para as linhas japonesas, e era, portanto, essencial que os japoneses tomassem essas colinas para completar o cerco de Port Arthur.
Depois de bater as duas colinas das 04h30 da manhã até as 19h30 da noite, o General Nogi lançou um ataque de infantaria frontal, que foi prejudicado pela chuva forte, pouca visibilidade e nuvens densas de fumaça. Os japoneses conseguiram avançar apenas até as encostas das duas colinas, e muitos soldados afogaram-se no Rio Ta. Mesmo os ataques noturnos resultaram em baixas inesperadamente altas, já que os russos usavam holofotes poderosos para expor os atacantes à artilharia e ao fogo cruzado das metralhadoras.
Implacável, Nogi retomou o bombardeio de artilharia no dia seguinte, 8 de agosto de 1904, mas seu assalto parou novamente, desta vez devido ao fogo pesado da frota russa liderada pelo cruzador Novik. Nogi ordenou aos seus homens que continuassem independentemente das baixas. Apesar de algumas confusões nas ordens por trás das linhas russas, o que resultou em algumas unidades abandonando seus postos, numerosas tropas russas mantiveram tenazmente, e os japoneses finalmente conseguiram ultrapassar as posições russas principalmente devido à pura superioridade em número. Takushan foi capturada às 20:00, e na manhã seguinte, 9 de agosto de 1904, Hsiaokushan também caiu para os japoneses.
Ganhar essas duas colinas custou aos japoneses 1.280 mortos e feridos. O exército japonês queixou-se amargamente da Marinha sobre a facilidade com que os russos conseguiam obter apoio naval e, em resposta, a marinha japonesa trouxe uma bateria de canhões de 12 libras, com um alcance suficiente para garantir que não houvesse recorrência de uma surtida naval russa.
A perda das duas colinas, quando relatada ao Czar, levou-o a considerar a segurança da Frota Russa do Pacífico presa em Port Arthur. Ele então enviou ordens imediatas ao almirante Wilgelm Vitgeft, no comando da frota após a morte do almirante Stepan Makarov, para se juntar ao esquadrão de Vladivostok. Vitgeft zarpou às 08h30 em 10 de agosto de 1904, sendo pegos de surpresa pela frota do almirante Tōgō Heihachirō no que se tornaria conhecida como a Batalha do Mar Amarelo.
Em 11 de agosto de 1904, os japoneses enviaram uma oferta de cessar-fogo temporário a Port Arthur, para que os russos permitissem que todos os não-combatentes saíssem sob garantia de segurança. A oferta foi rejeitada, mas os observadores militares estrangeiros decidiram sair em 14 de agosto de 1904.

### Batalha da Colina 174
Ao meio-dia de 13 de agosto de 1904, o general Nogi lançou um balão de reconhecimento de fotos das Colinas Wolf, que os russos tentaram em vão abater. Nogi teria ficado muito surpreso com a falta de coordenação dos esforços de artilharia russa, e ele decidiu prosseguir com um ataque frontal direto pela Ravina Wantai, que, se bem sucedida, levaria as forças japonesas diretamente para o coração da cidade. Dada a sua alta taxa de baixas e sua falta de artilharia pesada, a decisão criou controvérsia em sua equipe; no entanto, Nogi estava sob ordens de tomar Port Arthur o mais rápido possível.
Depois de enviar uma mensagem para a guarnição de Port Arthur exigindo a rendição (que foi imediatamente recusada), os japoneses iniciaram seu ataque na madrugada de 19 de agosto de 1904. O principal impulso foi dirigido a Colina 174, com ataques flanqueadores e diversionários ao longo da linha do Forte Sung-shu até a Bateria Chi-Kuan. As posições defensivas russas na Colina 174 foram realizadas pelos 5º e 13º regimentos siberianos orientais, reforçadas por marinheiros, sob o comando do coronel Tretyakov, um veterano da Batalha de Nanshan.
Assim como havia feito na Batalha de Nanshan, Tretyakov, apesar de ter sua primeira linha de trincheiras invadida, tenazmente recusou-se a recuar e manteve o controle da Colina 174 apesar de graves e crescentes baixas. No dia seguinte, 20 de agosto de 1904, Tretyakov pediu reforços, mas, assim como em Nanshan, nenhum apareceu. Com mais da metade de seus homens mortos ou feridos e com o comando desintegrando-se à medida que pequenos grupos de homens recuavam em confusão, Tretyakov não teve escolha a não ser se retirar, e a Colina 174 foi invadida pelos japoneses. O ataque à colina custou aos japoneses cerca de 1.800 mortos e feridos e aos os russos mais de 1 000.
Os ataques às outras seções da linha russa também custaram muito aos japoneses, mas sem resultados e sem ganhar terreno. Quando Nogi finalmente interrompeu sua tentativa de penetrar na ravina de Wantai em 24 de agosto de 1904, ele tinha apenas a Colina 174 e o oeste e leste do Pan-lung e uma perda de mais de 16.000 homens. Com todas as outras posições permanecendo firmemente sob controle russo, Nogi finalmente decidiu abandonar os ataques frontais em favor de um cerco prolongado.
Em 25 de agosto de 1904, no dia seguinte ao fracasso do último ataque de Nogi, o marechal Ōyama Iwao enfrentou os russos, que estavam sob comando do general Aleksey Kuropatkin, na Batalha de Liaoyang.

### O cerco

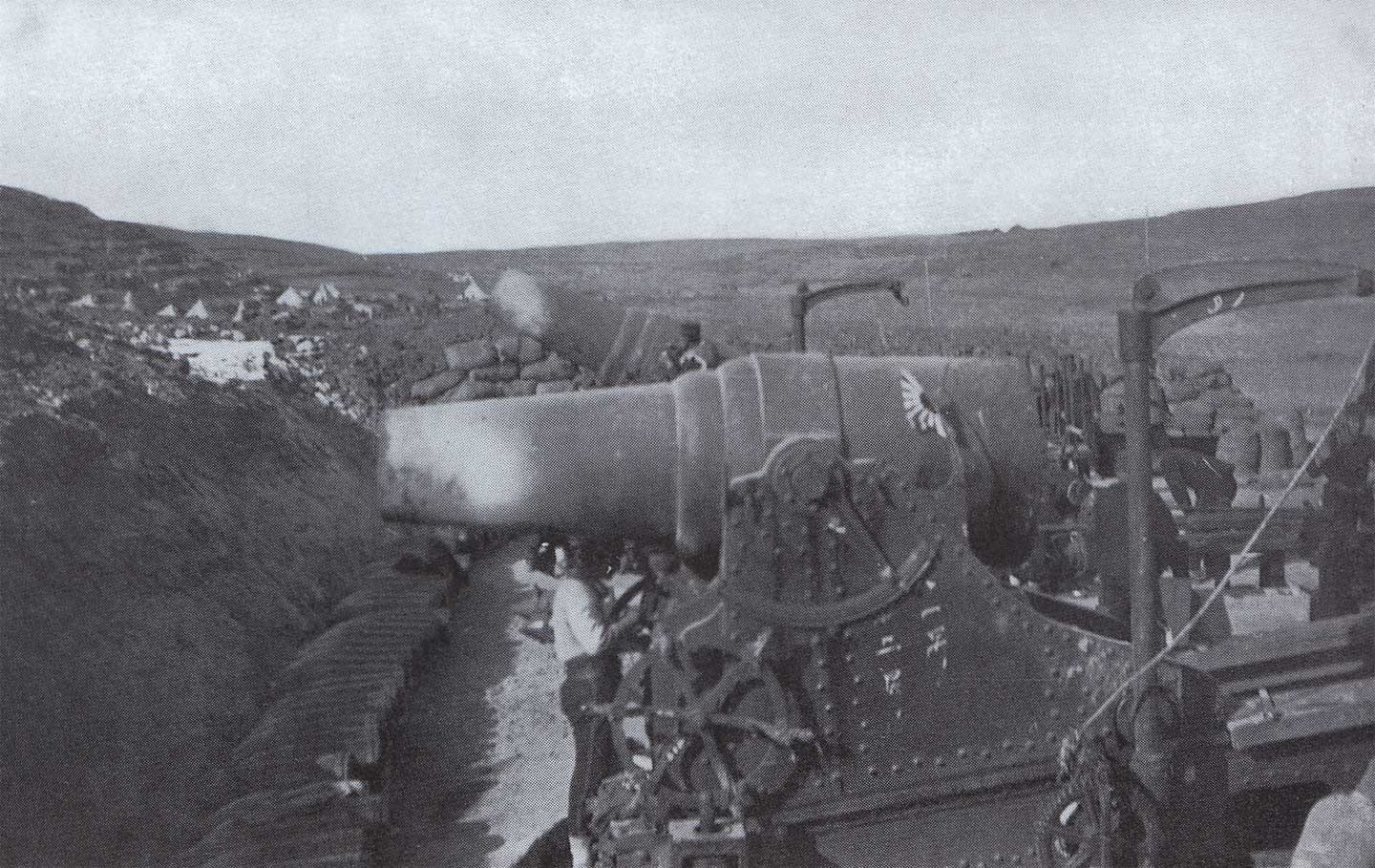
Obuseiros de 11 polegadas japoneses durante o Cerco de Port Arthur

Tendo fracassado em suas tentativas de penetrar nas fortificações de Port Arthur com ataques diretos, Nogi ordenou que os sapadores construíssem trincheiras e túneis sob os fortes russos, a fim de explodir as minas para derrubar as muralhas. A essa altura, Nogi também havia sido reforçado por artilharia adicional e mais 16 mil soldados do Japão, o que compensou parcialmente as baixas sofridas em seus primeiros ataques. No entanto, o maior desenvolvimento foi a chegada da primeira bateria de enormes canhões de 11 polegadas (280 mm), substituindo os perdidos quando a embarcação Hitachi Maru, carregado com um batalhão do Primeiro Regimento de Reserva dos Guardas, foi afundado por cruzadores russos em 15 de junho de 1904. Os gigantescos obuses de 11 polegadas poderiam lançar um projétil de 227 quilos ao longo de 9 quilômetros, e Nogi finalmente tinha o poder de fogo necessário para fazer uma tentativa séria contra as fortificações russas. Os enormes explosivos foram apelidados de "trens ruidosos" pelas tropas russas (pelo som que faziam pouco antes do impacto) e, durante seu período em Port Arthur, mais de 35.000 dessas granadas foram disparadas. Os obuseiros Armstrong foram originalmente instalados em baterias costeiras em fortalezas com vista para a Baía de Tóquio e a Baía de Osaka, e foram destinadas a operações antinavio.
Enquanto os japoneses se preparavam para trabalhar nas trincheiras, o general Stoessel continuou a passar a maior parte do tempo escrevendo cartas ao Czar reclamando da falta de cooperação de seus colegas na marinha. A guarnição em Port Arthur estava começando a experimentar sérios surtos de escorbuto e disenteria devido à falta de alimentos frescos.
Nogi agora voltou sua atenção para o Reduto do Templo e o Reduto da Água (também conhecido como o Reduto de Erhlung) para o leste, e para a Colina 203 e Namakoyama para o oeste. Estranhamente, neste momento nem Nogi nem Stoessel pareciam ter percebido a importância estratégica da Colina 203: suas vistas desobstruídas do porto (se tomadas pelos japoneses) permitiram que controlassem o porto e disparassem contra a frota russa. lá. Este fato só foi trazido à atenção de Nogi quando ele foi visitado pelo general Kodama Gentarō, que imediatamente viu que a colina era a chave para toda a defesa russa.

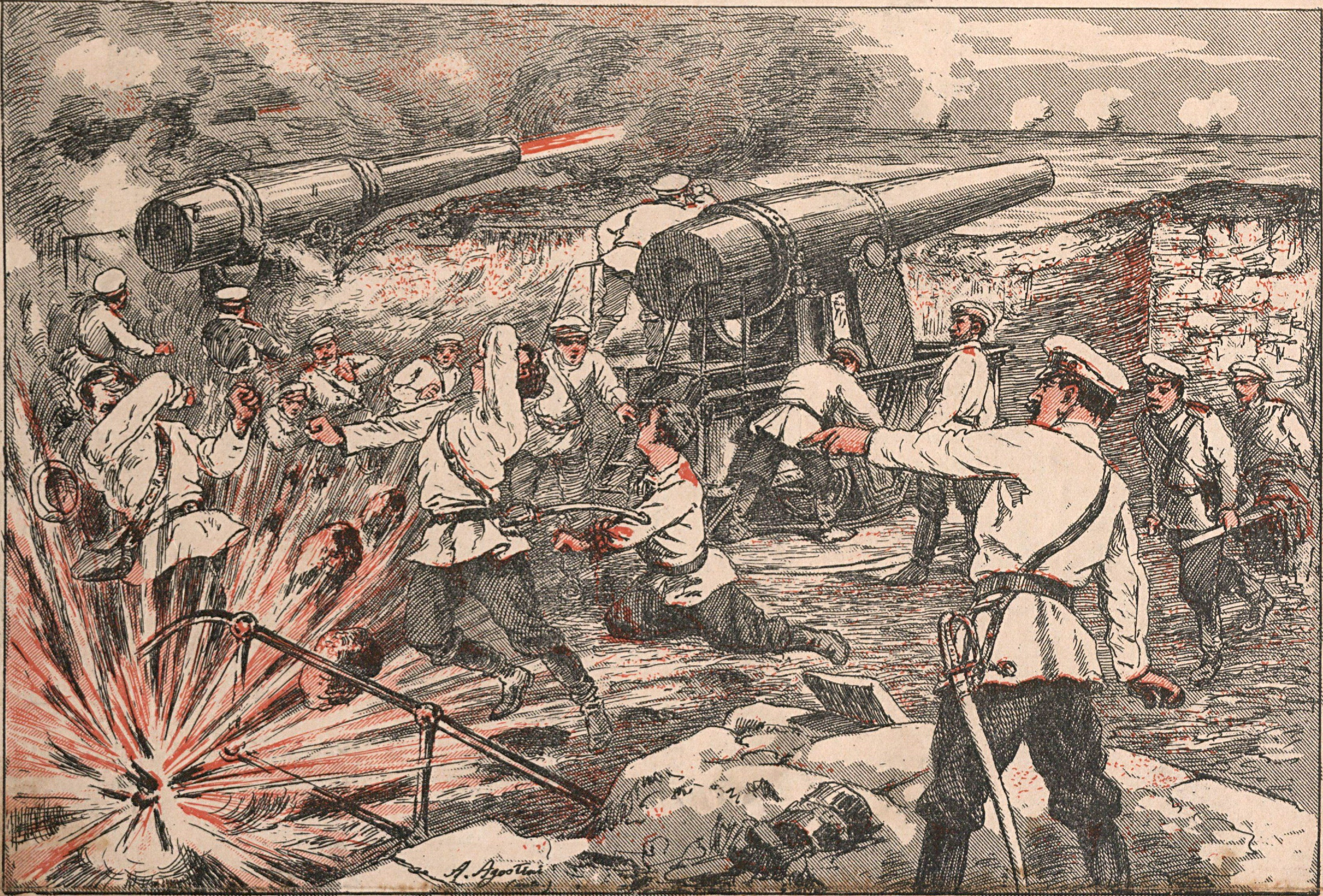
Episódio da defesa de Porto Arthur: Uma bateria russa em combate, no momento de rebentar uma granada atirada pela esquadra sob o comando do almirante Togo (Angelo Agostini, O Malho, 1904).

Em meados de setembro, os japoneses cavaram mais de oito quilômetros de trincheiras e estavam a 70 metros do reduto de água, que atacaram e capturaram em 19 de setembro de 1904. Posteriormente, eles levaram o Reduto do Templo com sucesso, enquanto outra força de ataque foi enviada contra Namakoyama e a Colina 203. A primeira foi tomada no mesmo dia, mas na Colina 203 os defensores russos cortaram as densas colunas de tropas atacantes com metralhadoras e canhões. O ataque falhou, e os japoneses foram forçados a voltar, deixando o chão coberto de mortos e feridos. A batalha na Colina 203 continuou por mais alguns dias, com os japoneses ganhando posições a cada dia, apenas para serem forçados a voltar a cada vez por contra-ataques russos. Quando o general Nogi abandonou a tentativa, ele tinha perdido mais de 3500 homens. Os russos usaram a trégua para começar a fortalecer as defesas da Colina 203 ainda mais, enquanto Nogi começou um prolongado bombardeio de artilharia na cidade e nas partes do porto dentro do alcance de suas armas.
Nogi tentou mais um ataque em massa de "ondas humanas" contra a Colina 203 em 29 de outubro de 1904, o que, se bem sucedido, deveria ser um presente de aniversário para o Imperador Meiji. No entanto, além de capturar algumas fortificações menores, o ataque falhou após seis dias de combates corpo-a-corpo, deixando Nogi com a morte de 124 oficiais e 3 611 soldados para reportar ao seu imperador, em vez de uma vitória.
O início do inverno fez pouco para diminuir a intensidade da batalha. Nogi recebeu reforços adicionais do Japão, incluindo mais 18 obuseiros Armstrong de 11 polegadas (280 mm), que foram transportados por uma estrada de ferro por equipes de 800 soldados ao longo de um trilho de bitola estreita de treze quilômetros construído expressamente para este serviço. Estes obuses foram adicionados às outras 450 armas já existentes. Uma inovação da campanha foi a centralização do controle de fogo japonês, com as baterias de artilharia conectadas ao campo central por quilômetros de linhas telefônicas.

### Batalha da Colina 203

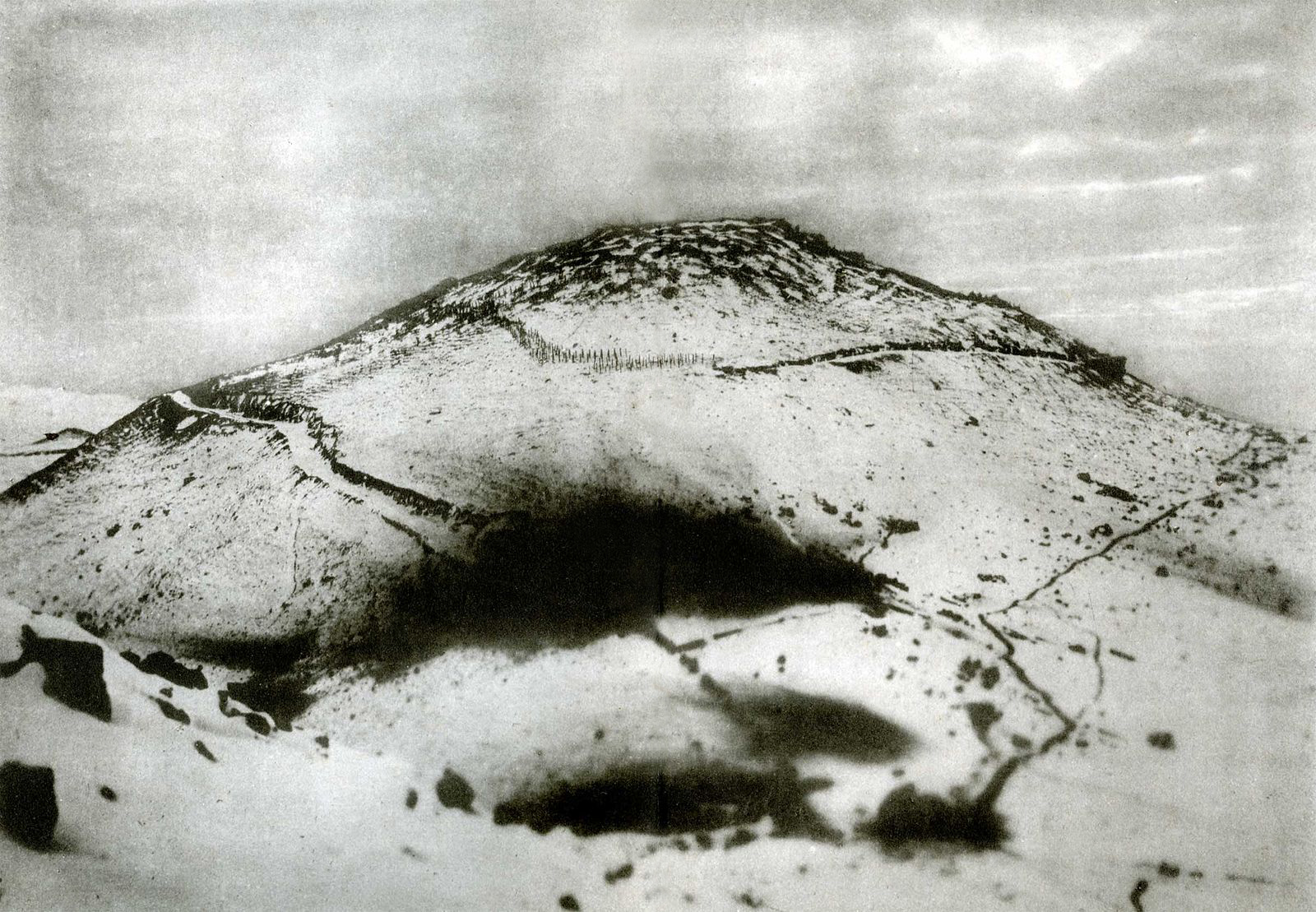
Colina 203, 14 de dezembro de 1904

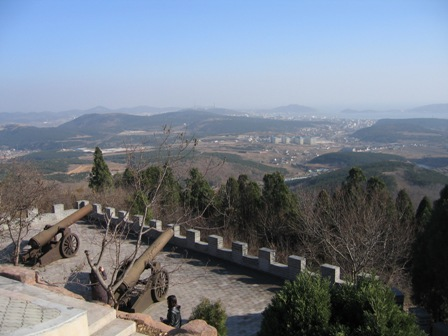
Port Arthur vista do topo da Colina 203, novembro de 2004

A maior elevação dentro de Port Arthur, designada "Colina 203", dava para o porto. O nome "Colina 203" é um equívoco, já que a elevação é formada por dois picos (203 metros e 210 metros de altura e 140 metros de distância) conectados por uma cordilheira afiada. Inicialmente não era fortificada, no entanto, após o início da guerra, os russos perceberam sua importância crítica e construíram uma forte posição defensiva. Assim como a força natural de sua posição elevada com laterais íngremes, era protegida por um enorme reduto e duas fortalezas cobertas por terra reforçadas por trilhos de aço e madeira, e completamente cercadas por emaranhados de arame farpado eletrificado. Ela também estava ligada às fortalezas vizinhas em False Hill e Akasakayama por trincheiras. No topo do pico mais baixo estava o posto de comando russo fortificado em concreto armado. Os defensores russos entrincheirados na cúpula foram comandados pelo coronel Tretyakov e organizados em cinco companhias de infantaria com destacamentos de metralhadoras, uma companhia de engenheiros, alguns marinheiros e uma bateria de artilharia.
Em 18 de setembro, o general japonês Kodama visitou o General Nogi pela primeira vez e chamou sua atenção para a importância estratégica da Colina 203. Nogi dirigiu o primeiro ataque de infantaria contra a colina em 20 de setembro, mas encontrou suas fortificações impenetráveis à artilharia japonesa e foi forçado a recuar até 22 de setembro com mais de 2500 baixas. Ele então retomou suas tentativas de romper as fortificações em Port Arthur em outros locais, acumulando em um ataque geral de seis dias no final de outubro, o que custou aos japoneses mais 124 oficiais e 3.611 homens. A notícia desta derrota inflamou a opinião popular japonesa contra Nogi. O general Yamagata exortou a sua corte marcial, mas Nogi foi salvo disso apenas através da intervenção pessoal sem precedentes do Imperador Meiji. No entanto, o marechal-de-campo Ōyama Iwao achou intolerável a indisponibilidade contínua de mão-de-obra do 3º Exército, e enviou o general Kodama Gentarō para obrigar Nogi a tomar medidas drásticas, ou então retirá-lo do comando. Kodama voltou a visitar Nogi novamente em meados de novembro, mas decidiu dar a ele uma última chance. Depois de trabalhos árduos e um ataque de artilharia com as novas armas Armstrong de 11 polegadas, minas foram explodidas sob algumas das fortificações russas no perímetro de defesa principal de 17 a 24 de novembro, com um ataque geral planejado para a noite de 26 de novembro. Coincidentemente, este foi o mesmo dia em que a Frota Báltica Russa estava entrando no Oceano Índico. O assalto continha um ataque desesperado de 2 600 homens (incluindo 1200 da recém-chegada 7ª Divisão do Exército Japonês) liderados pelo General Nakamura Satoru, mas o ataque falhou, com ataques frontais diretos a Fort Erhlung e Fort Sungshu repelidos por defensores russos. As baixas japonesas foram oficialmente de 4 000 homens, mas não oficialmente o dobro. O general russo Roman Kondratenko tomou a precaução de posicionar snipers para atirar em qualquer um que abandonasse a posição na linha de frente.
Às 8h30 do dia 28 de novembro, com apoio massivo de artilharia, as tropas japonesas tentaram atacar os dois lados da Akasakayama e da Colina. Mais de mil libras (230 kg) dos obuseiros de 11 polegadas (280 mm) foram disparados em um único dia para suportar este ataque. Os japoneses alcançaram a linha russa de arame farpado ao amanhecer e se mantiveram no dia seguinte, 29 de novembro, enquanto a artilharia mantinha os defensores ocupados com um bombardeio contínuo. Não obstante, as forças japonesas sofreram graves perdas, pois os defensores russos estavam bem posicionados para usar granadas de mão e metralhadoras contra a massa compacta de soldados japoneses. Em 30 de novembro, um pequeno grupo de japoneses conseguiu plantar a bandeira japonesa no topo da colina, mas na manhã de 1º de dezembro, os russos contra-atacaram com sucesso. Ainda mantendo a autoridade para substituir Nogi, se necessário, Kodama assumiu o comando temporário das forças de linha de frente japonesas, mas manteve oficialmente o desalentado Nogi no comando nominal.
A batalha continuou ao longo dos dias seguintes com combates corpo-a-corpo intensos, com o controle do cume mudando de mãos várias vezes. Finalmente, às 10h30 do dia 5 de dezembro, após outro massivo bombardeio de artilharia durante o qual o coronel russo Tretyakov foi gravemente ferido, os japoneses conseguiram invadir a Colina 203, encontrando apenas um punhado de defensores ainda vivos no cume. Os russos lançaram dois contra-ataques para retomar a colina, ambos falhos, e às 17h00, a colina estava sob controle japonês.
Para o Japão, o custo de capturar esse marco foi grande, com mais de 8.000 mortos e feridos no ataque final, incluindo a maior parte da 7ª Divisão do Exército Japonês. Para Nogi, o custo de capturar a Colina 203 ficou ainda mais pungente quando ele recebeu a notícia de que seu último filho sobrevivente havia sido morto em ação durante o assalto final no morro. Os russos, que não tinham mais do que 1 500 homens na colina, acabaram com 6 000 mortos e feridos.

### Destruição da Frota Russa do Pacífico

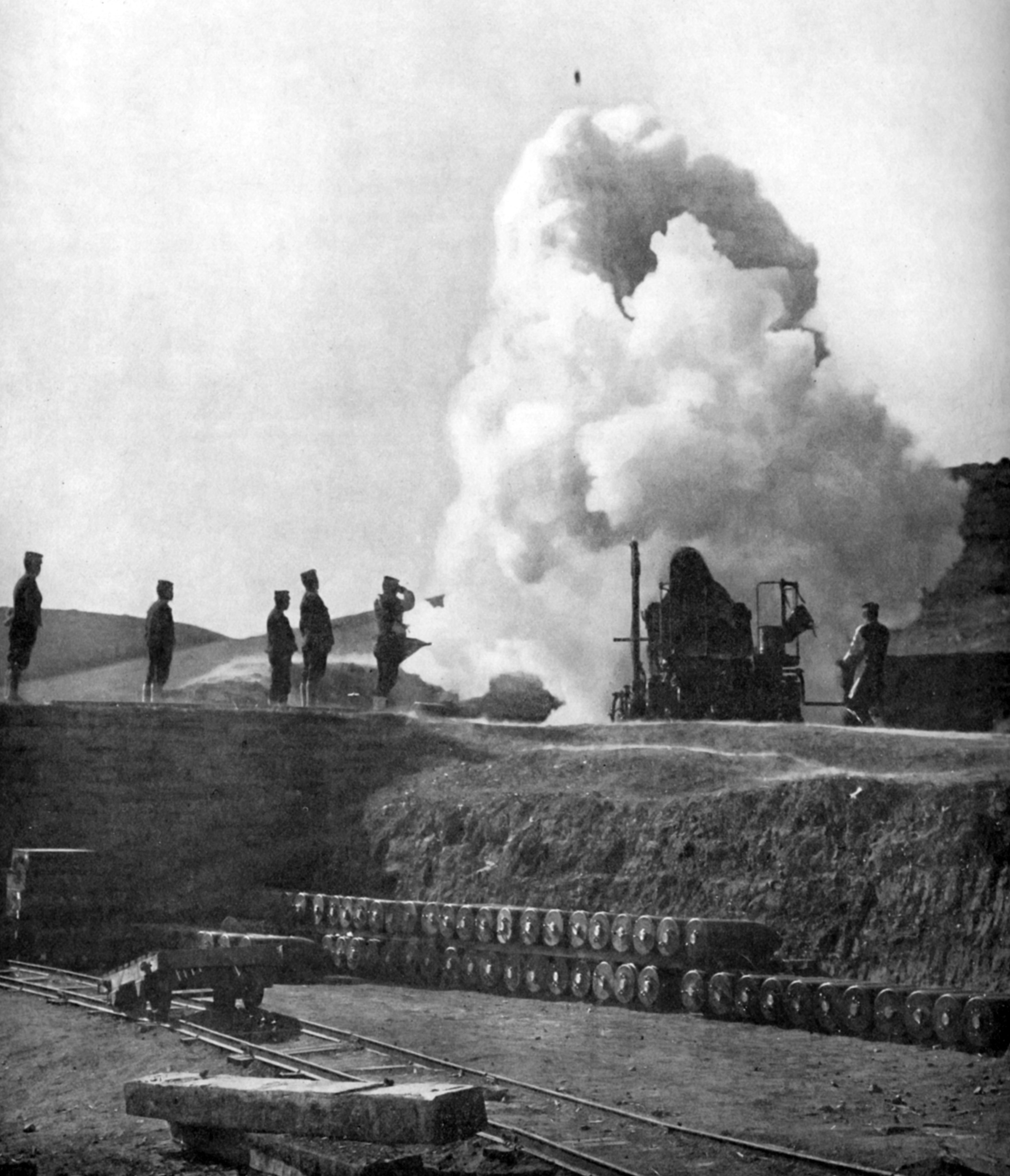
Obus de 280mm ao ser disparado; munição visível no ar

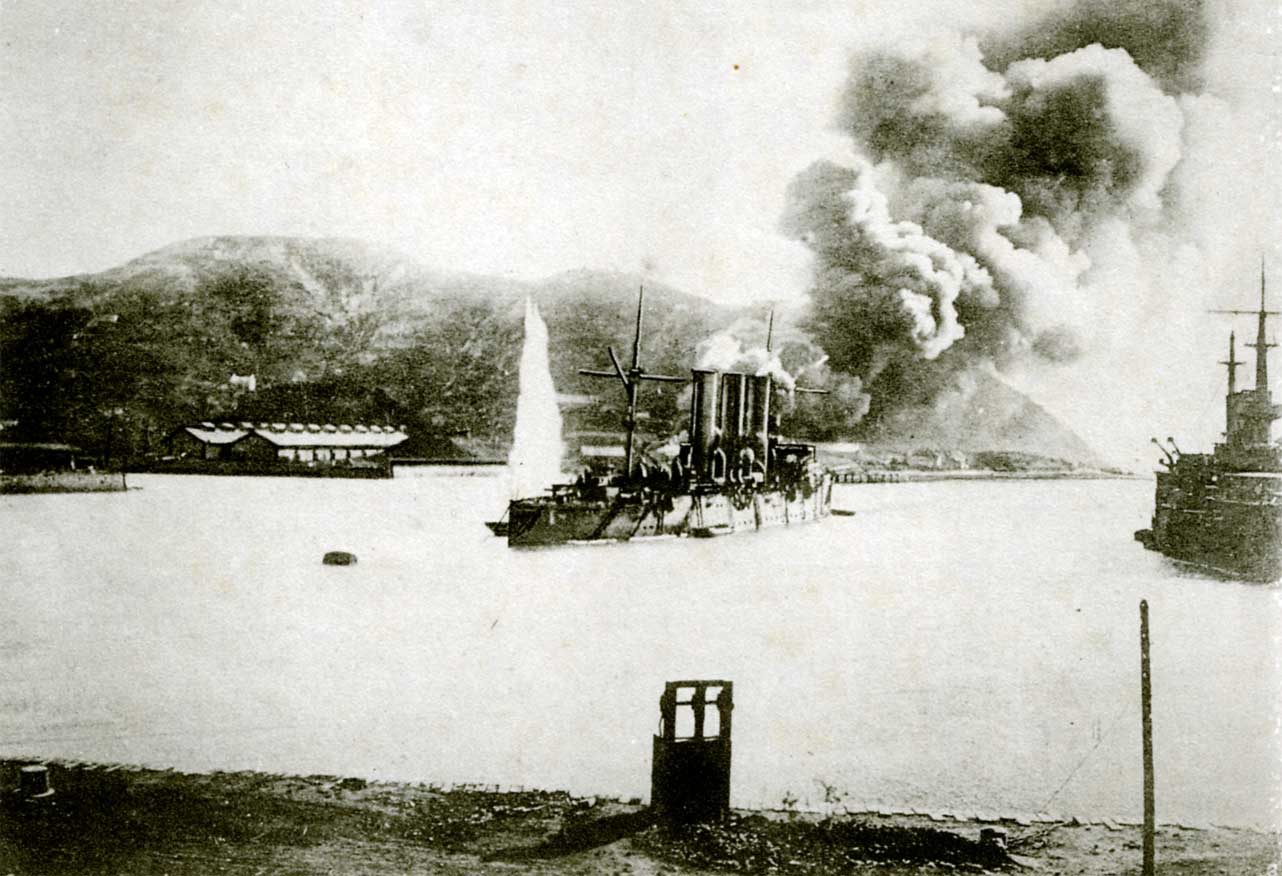
Pallada sob fogo enquanto o Depósito de Óleo queima

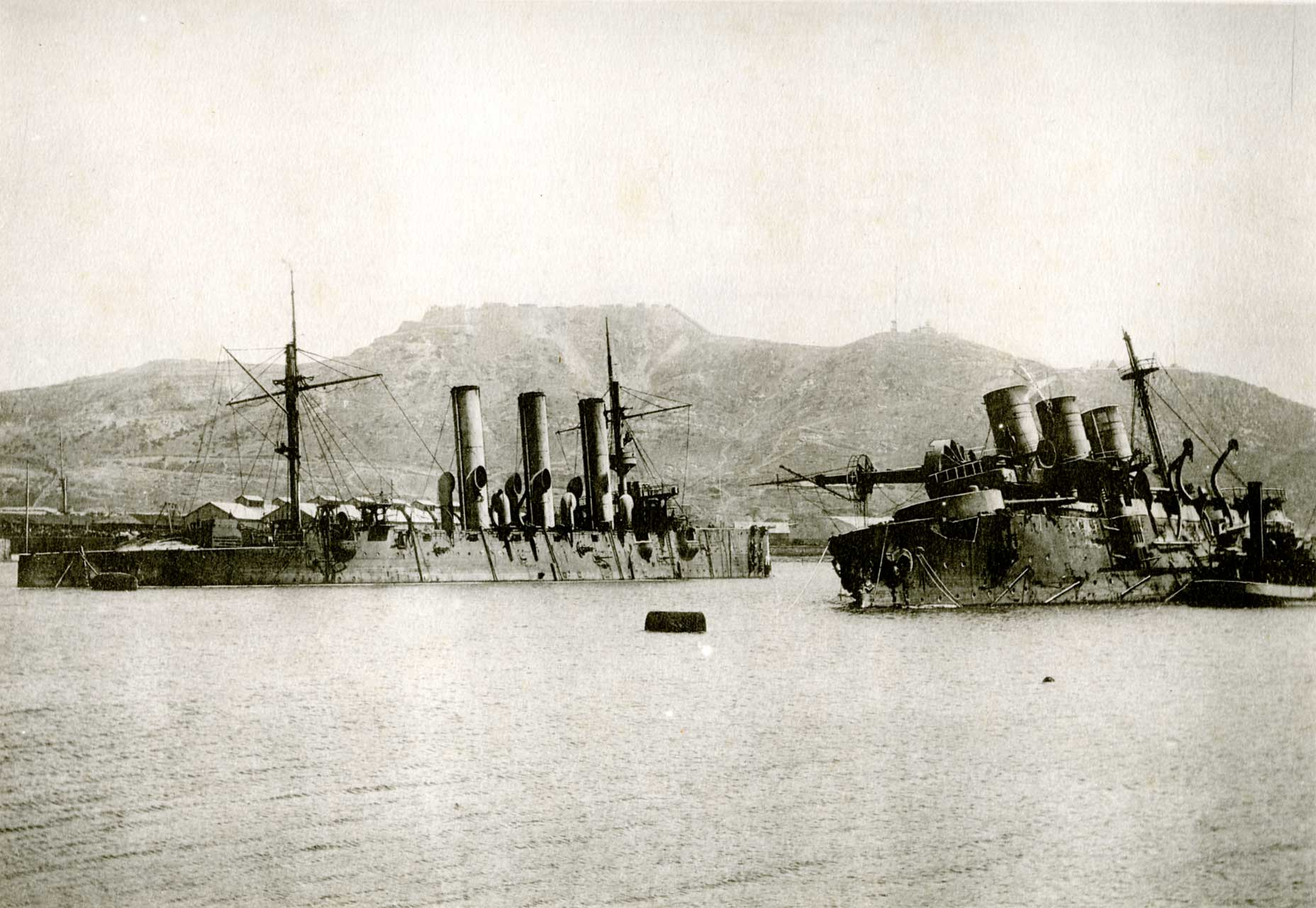
Pallada e Pobeda

Com a vista a partir do topo da Colina 203, voltada a Port Arthur, Nogi podia agora bombardear a frota russa, realocando seus pesados canhões de 280 mm com cartuchos de 220 kg no cume. Feito isso, ele sistematicamente começou a afundar os navios russos dentro do alcance.
Em 5 de dezembro de 1904, o encouraçado Poltava foi destruído, seguido pelo navio de guerra Retvizan em 7 de dezembro de 1904, os navios de guerra Pobeda e Peresvet e os cruzadores Pallada e Bayan em 9 de dezembro de 1904. O encouraçado Sevastopol, embora atingido 5 vezes pelos tiros de canhão 280 mm, conseguiu sair do alcance das armas. Atordoado pelo fato de que a Frota Russa do Pacífico havia sido afundada pelo exército e não pela Marinha Imperial Japonesa, e com uma ordem direta de Tóquio de que o Sebastopol não seria autorizado a escapar, o almirante Togo enviou onda após onda de contratorpedeiros em seis ataques separados ao único navio de guerra russo remanescente. Após 3 semanas, o Sevastopol ainda estava à tona, tendo sobrevivido a 124 torpedos disparados contra ele enquanto afundava dois destróieres japoneses e danificava seis outros navios. Os japoneses haviam entretanto perdido o cruzador Takasago para uma mina fora do porto.
Na noite de 2 de janeiro de 1905, depois que Port Arthur se rendeu, o capitão Nikolai Essen de Sebastopol mandou que abrissem as válvulas de fundo do navio, para que este afundasse e não pudesse ser levantado e recuperado pelos japoneses.

### Rendição

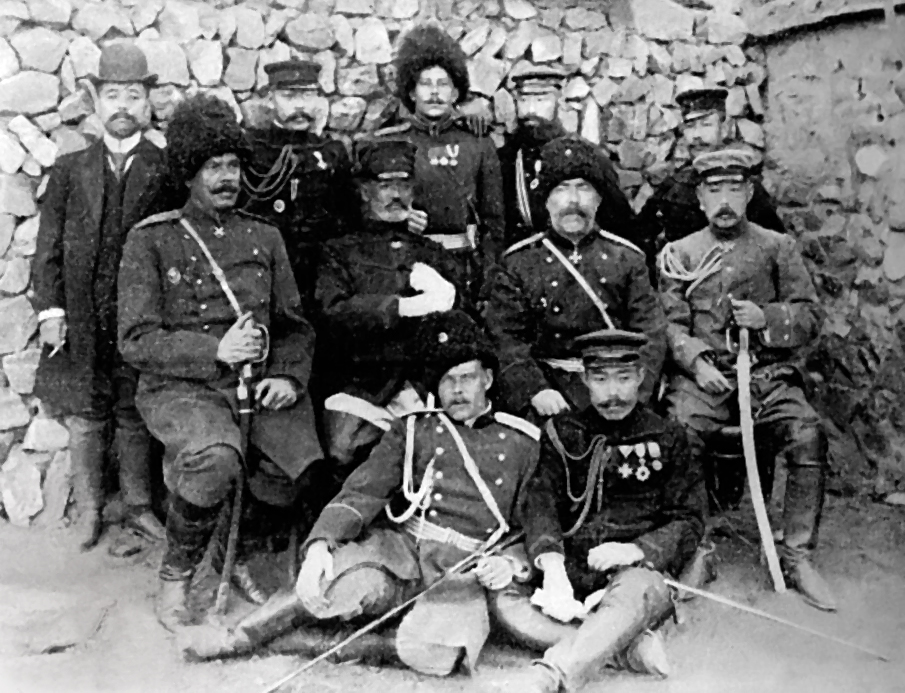
Nogi (sentado ao centro, lado esquerdo), Stoessel (sentado ao centro, lado direito) e suas equipes.

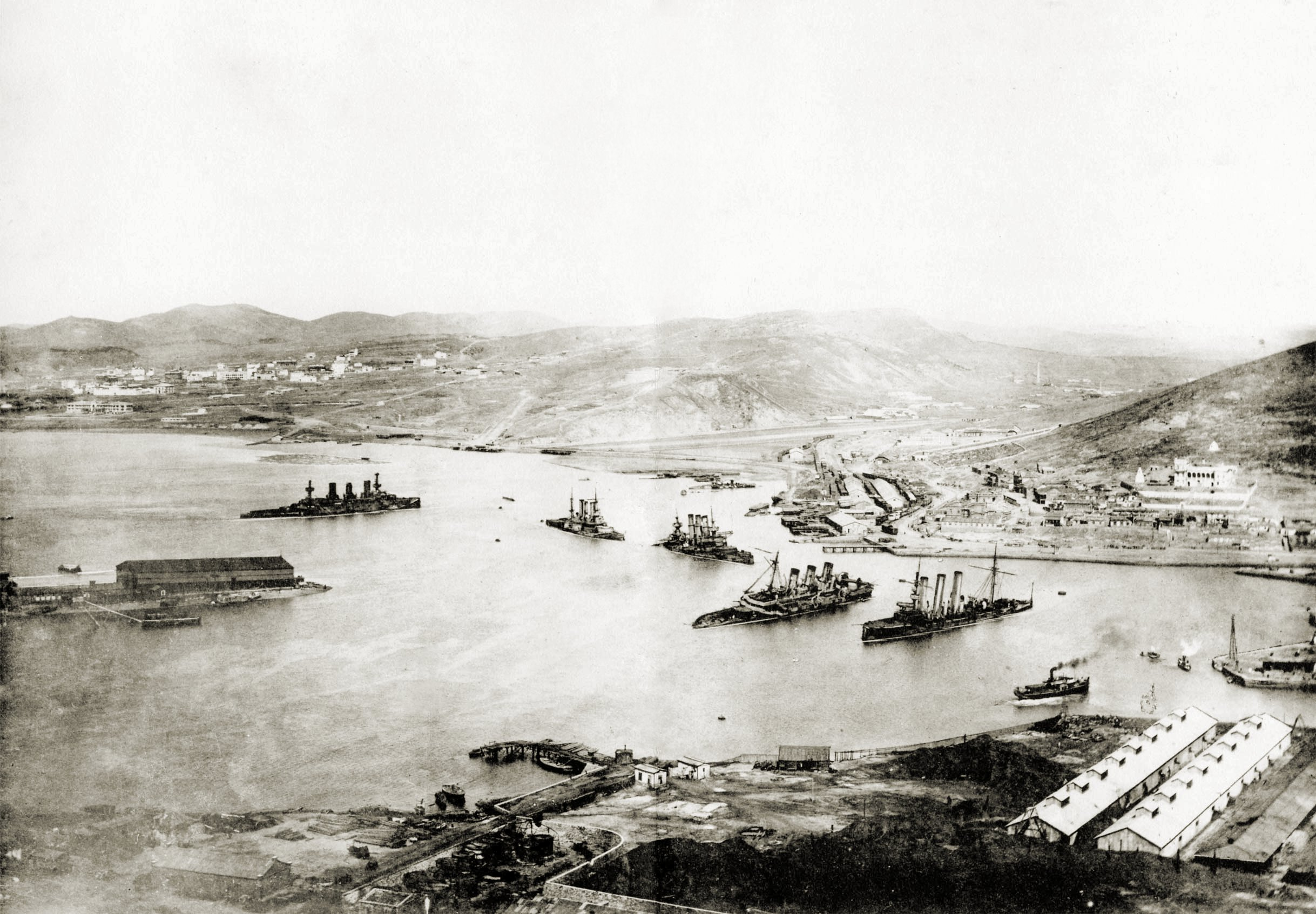
Navios naufragados da Frota Russa do Pacífico, que mais tarde foram resgatados pela Marinha Japonesa

Após a perda da Frota do Pacífico, a justificativa para manter Port Arthur foi questionada por Stoessel e Foch em um conselho em 8 de dezembro de 1904, mas a ideia de rendição foi rejeitada pelos outros oficiais superiores. A trincheira japonesa e a guerra de túneis continuaram. Com a morte do general Kondratenko em 15 de dezembro de 1904, em Fort Chikuan, Stoessel nomeou o incompetente Foch em seu lugar. Em 18 de dezembro de 1904, os japoneses explodiram uma mina de 1.800 quilos sob Fort Chikuan, que caiu naquela noite. Em 28 de dezembro de 1904, minas sob o Forte Erhlung foram detonadas, destruindo o forte também.

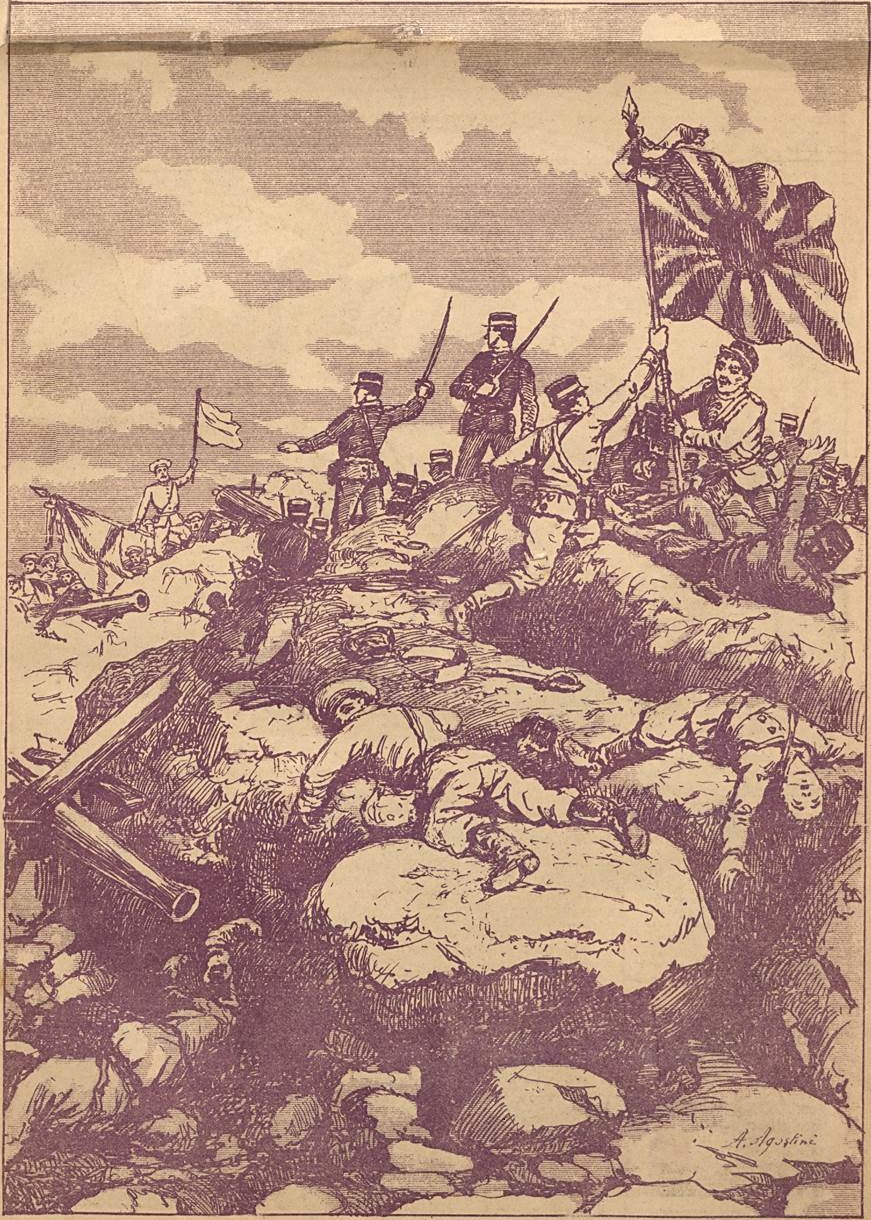
A Rendição de Porto Arthur (Angelo Agostini, O Malho, 1905).

Em 31 de dezembro de 1904, uma série de minas foram explodidas sob o forte Sungshu, a única fortaleza sobrevivente, que se rendeu naquele dia. Em 1 de janeiro de 1905, Wantai finalmente caiu para os japoneses. No mesmo dia, Stoessel e Foch enviaram uma mensagem ao surpreso general Nogi, oferecendo-se para se render. Nenhum dos outros altos funcionários russos havia sido consultado, e notavelmente Smirnov e Tretyakov ficaram indignados. A rendição foi aceita e assinada em 5 de janeiro de 1905, no subúrbio ao norte de Shuishiying.
Com isso, a guarnição russa foi levada em cativeiro, e os civis foram autorizados a sair, mas os oficiais russos tiveram a opção de entrar em acampamentos de prisioneiros de guerra com seus homens ou receber liberdade condicional na promessa de não mais tomarem parte na guerra.
Os japoneses ficaram surpresos ao descobrir que um enorme estoque de comida e munição permanecia em Port Arthur, o que implicava que Stoessel se rendera muito antes de a luta terminar. Stoessel, Foch e Smirnov foram conduzidos à corte marcial em seu retorno a São Petersburgo.
Quanto a Nogi, depois de deixar a guarnição em Port Arthur, liderou a massa sobrevivente de seu exército de 120.000 homens ao norte para se juntar ao marechal Oyama na Batalha de Mukden

### Perdas
As forças terrestres russas durante o cerco sofreram 31 306 baixas, das quais pelo menos 6 000 foram mortos. Números menores, como 15 000 mortos, feridos e desaparecidos, às vezes são reivindicados. No final do cerco, os japoneses capturaram 878 oficiais do exército e mais 23 491 de outras patentes; 15 000 dos capturados estavam feridos. Os japoneses também capturaram 546 canhões e 82 000 projéteis de artilharia. Além disso, os russos perderam toda a sua frota baseada em Port Arthur, que foi afundado ou capturada. Os japoneses também capturaram 8 956 marinheiros.
As baixas do exército japonês foram depois oficialmente listadas como 57 780 (mortos, feridos e desaparecidos), das quais 14 000 foram mortos. Além disso, 33 769 ficaram doentes durante o cerco (incluindo 21 023 com beribéri). A marinha japonesa perdeu 16 navios no decorrer do cerco, incluindo dois navios de guerra e quatro cruzadores.
Havia estimativas mais altas de vítimas do exército japonês na época, entre 94 000 e 110 000 mortos, feridos e desaparecidos, embora estes foram escritos sem acesso aos dados oficiais.

## Consequências

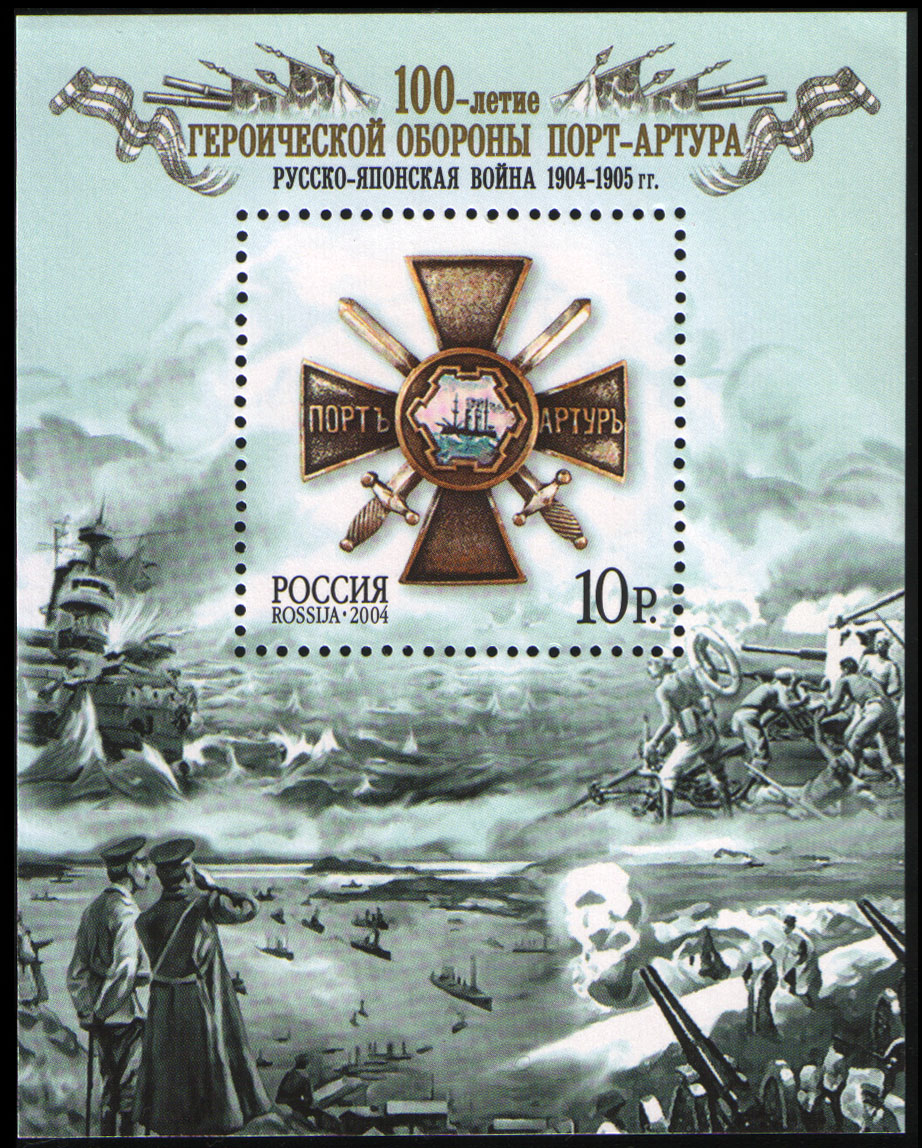
Selo postal russo de 2004 em homenagem ao "100° aniversário da heroica defesa de Port Arthur" mostrando a condecoração militar, a Cruz de Port Arthur

A captura de Port Arthur e as subsequentes vitórias japonesas na Batalha de Mukden e Tsushima deram ao Japão uma posição militar dominante, resultando em arbitragem favorável do presidente dos EUA, Theodore Roosevelt, no Tratado de Portsmouth, que encerrou a guerra. A perda da guerra em 1905 acarretou uma grande agitação política na Rússia Imperial (ver: Revolução Russa de 1905).